# Llanos de Cáceres
Els Llanos de Cáceres - Chanus de Caçris en extremeny - és una comarca d'Extremadura a la província de Càceres. Inclou els següents municipis:
- Albalá
- Alcuéscar
- Aliseda
- Aldea del Cano
- Arroyo de la Luz
- Arroyomolinos
- Benquerencia
- Botija
- Càceres
- Cañaveral
- Casar de Càceres
- Casas de Don Antonio
- Casas de Millán
- Garrovillas de Alconétar
- Hinojal
- Malpartida de Cáceres
- Mirabel
- Monroy
- Montánchez
- Salvatierra de Santiago
- Santiago del Campo
- Serradilla
- Sierra de Fuentes
- Talaván
- Torre de Santa María
- Torremocha
- Torreorgaz
- Torrequemada
- Valdefuentes
- Valdemorales
- Zarza de Montánchez